# 89.ª Brigada Mixta (Ejército Popular de la República)
La 89.ª Brigada Mixta fue una de las Brigadas Mixtas creadas por el Ejército Popular de la República para la defensa de la Segunda República Española durante la guerra civil española. Estuvo presente en el frente de Andalucía, donde no participó en ninguna operación destacada.

## Historial
A finales de marzo de 1937, se creó en el Frente de Córdoba una Brigada mixta «B» que había de ser, posteriormente, la 89.ª Brigada Mixta. Su composición era: batallones 1.º y 2.º —procedentes de la antigua columna «Maroto»— y batallones 3.º y 4.º —que venían de la columna «Milicias Culturales de Jaén»—. Ostentaba el mando el comandante de Infantería José Villagrán Ganzinotto que, al iniciarse la guerra civil, era capitán destinado en la Caja de Recluta n.º 8 de Jaén. La Brigada quedó muy pronto quedó encuadrada en la 20.ª División del IX Cuerpo de Ejército que tenía su cuartel general en Andújar.
El historial de la Brigada se caracterizó por dos constantes: su adscripción a la 20.ª División, en la que permaneció toda la guerra y encontrarse siempre en un mismo sector el de Andújar, que se señaló por la ausencia de hechos bélicos de importancia. Durante la guerra fueron jefes de Estado Mayor los Capitanes de milicias Ostalet y Manuel Marín Guerrero, mientras que el Comisario era Alfonso Fernández Torres, de la CNT. No obstante, en febrero de 1939 el Mayor de milicias José María Aguirre Lobo ostentaba el mando de la brigada, mientras que en la jefatura de Estado Mayor se encontraba el Capitán de milicias Guillermo Vázquez Rodríguez.